# پارک علم و فناوری

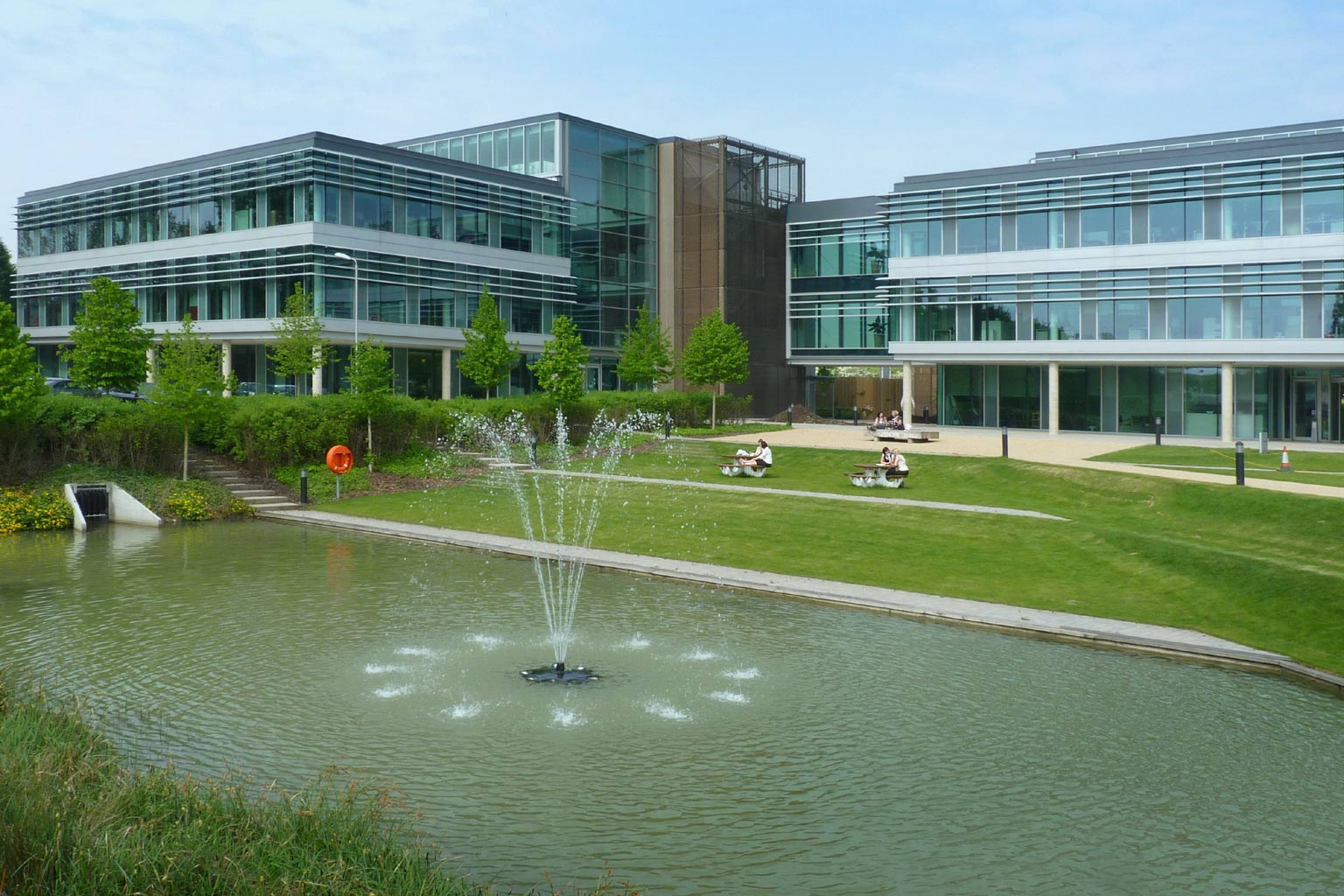
شهرک علمی کمبریج در انگلستان

شهرک علمی (به انگلیسی: Science park) یا شهرک تحقیقاتی (به انگلیسی: Research park) که در ایران معمولاً پارک علم و فناوری خوانده می‌شود، سازمانی است که به وسیله متخصصان حرفه‌ای اداره می‌شود و هدف اصلی آن افزایش ثروت جامعه از طریق تشویق و ارتقای فرهنگ نوآوری و افزایش توان رقابت در میان شرکت‌های فناوری و مؤسساتی است که متکی بر علم در محیط شهرک فعالیت می‌کنند. برای دستیابی به این هدف، یک شهرک علمی با ایجاد انگیزه و مدیریت جریان دانش و فناوری در میان دانشگاه‌ها، مراکز پژوهش و توسعه، شرکت‌های خصوصی و بازار، ایجاد و رشد شرکت‌های متکی بر نوآوری را از طریق مراکز رشد و فرایندهای زایشی تسهیل می‌نماید. شهرک‌های علمی همچنین خدماتی با ارزش افزودهٔ بالا و فضاهای کاری و تأسیسات مناسب و کیفی به مؤسسات مستقر در شهرک ارائه می‌نمایند. شهرک‌های علم و فناوری در سراسر دنیا با هدف کلی توسعه فناوری و رشد کسب‌وکارهای دانش‌محور تشکیل شده‌اند و با توجه به وضعیت محیطی و سیاست‌گذاری‌های کلان در سطح داخلی و خارجی شهرک، چشم‌اندازها و مأموریت‌های متفاوتی را دنبال می‌کنند.
این شهرک‌ها دارای سازوکارهای زیرساختی مهمی هستند که باعث انتقال یافته‌های تحقیقات دانشگاهی و تولید دانش مضاعف شده، در نهایت عامل تسریع رشد اقتصادی در سطح ملی و منطقه‌ای می‌شوند. این مهم به صورت گسترده‌ای در کشورهای مختلف دنیا به عنوان یک اصل به رسمیت شناخته شده‌است. در بسیاری از موارد، شهرک‌های فناوری موجب ایجاد شغل، رشد درآمد و درگیر شدن در صنایع دارای رشد می‌شوند. از طرفی، شهرک‌های فناوری و مراکز رشد برای تجزیه و تحلیل در سطح ملی یا محلی در زنجیره ارزش کارآفرینی، حلقه‌های مهمی به‌شمار می‌آیند.

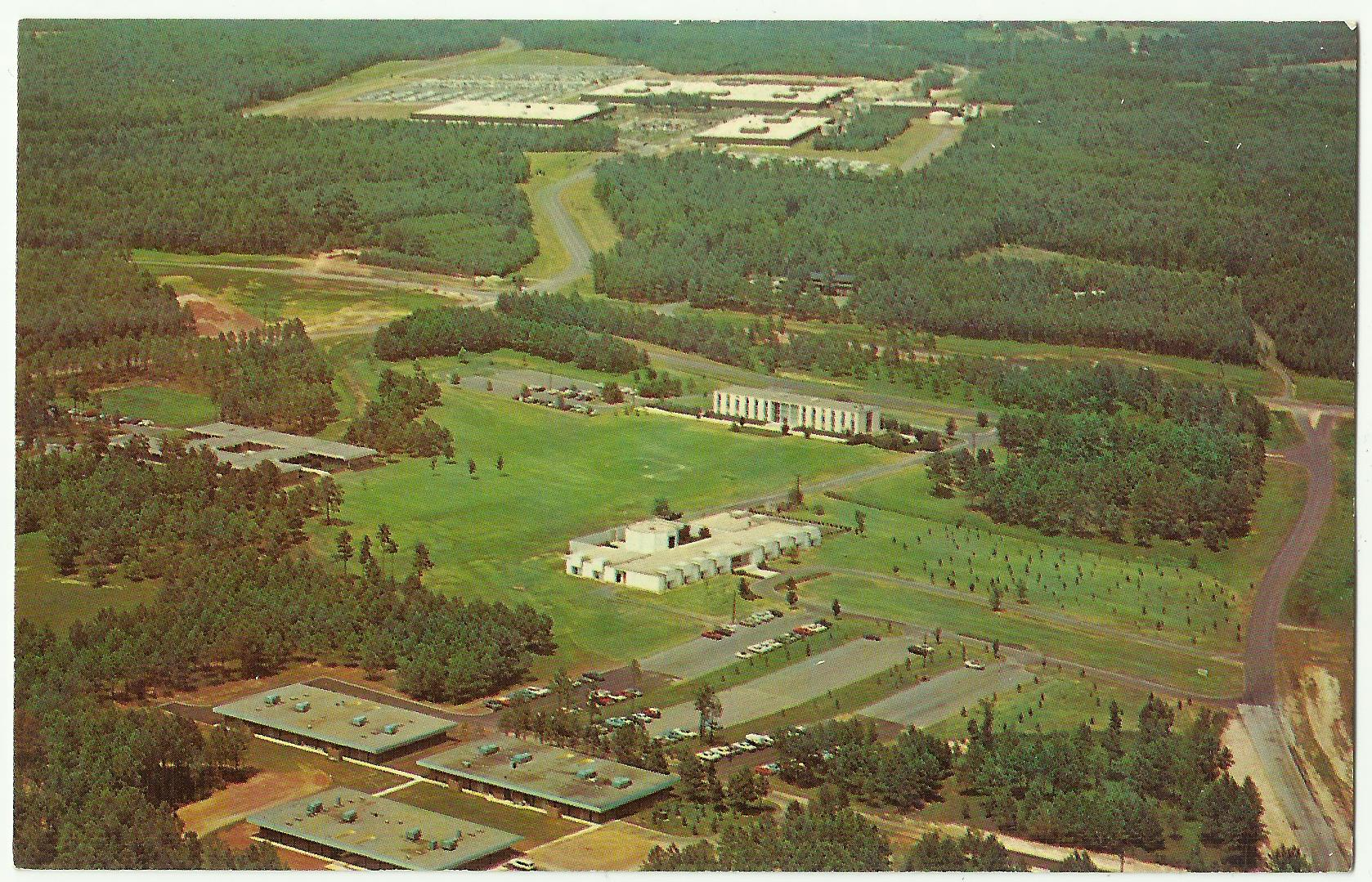
شهرک مثلث تحقیقاتی در ایالت کارولینای شمالی آمریکا

در تعریفی دیگر در مورد شهرک فناوری آمده‌است:
شهرک فناوری واحدی است که:
- با مؤسسات آموزشی و پژوهشی در ارتباط است.
- زیرساخت‌ها و خدمات پشتیبانی، خصوصاً مستغلات و فضاهای اداری را برای واحدهای تجاری فراهم می‌نماید.
- وظیفه انتقال فناوری را بر عهده دارد.
- وظیفه توسعه فناوری را بر عهده دارد.

## پیشینه
عدم تکمیل زنجیره ساختاری صنعت و دانشگاه، یکی از موانع توسعه علمی و اقتصادی کشورها است. این امر موجب پیدایش شهرک‌ها و پارک‌های علم و فناوری از دهه ۱۹۶۰ ابتدا در آمریکا و پس از آن در دیگر کشورهای جهان گردید که در ابعاد مختلف و با طیف گسترده‌ای از شرح وظایف به عنوان حلقه‌ای از زنجیره اقتصاد مبتنی بر فناوری توسعه یافتند. در ایالات متحده نام‌های؛ پارک فناوری، پارک تحقیقاتی یا پارک تحقیقات فناوری به کار می‌رود، اما در بریتانیا و برخی ارز کشورهای اروپایی اصطلاح پارک علمی رایج‌تر است. در فرانسه نیز عبارت قطب فناوری بسیار کاربرد دارد
امروزه پارک‌های علمی، تحقیقاتی و فناوری نقش بسیار عمده‌ای در پیشبرد اقتصاد جهان ایفا می‌کنند. پارک‌های علم و فناوری علاوه بر امکان فعالیت شرکت‌های کوچک و متوسط دانش محور و کارآفرین در یک محیط اقتصادی، بستر لازم را جهت انتقال و توسعه فناوری، تولید با ارزش افزوده بالا، جذب سرمایه‌گذاری خارجی و ورود کارآفرینان و واحدهای صنعتی به بازارهای جهانی را فراهم می‌نماید.

## خدمات پارک‌های علم و فناوری
- خدمات عمومی: اسکان، دسترسی به تلفن و دورنگار، کارپردازی و خدمات دبیرخانه‌ای، امکان استفاده از اتاق‌های کنفرانس، تجهیزات دیداری و شنیداری و سرویس رفت‌وآمد.
- خدمات اطلاع‌رسانی: کتابخانه، اینترنت، مراکز اطلاع‌رسانی و نرم‌افزارهای مهندسی
- خدمات مشاوره‌ای و آموزشی: مشاوره‌های مدیریتی، مالی و بازرگانی، خدمات حسابداری و حقوقی، برگزاری سمینار یا دوره‌های آموزشی مورد نیاز برای شرکت‌های نوپا.
- خدمات فنی و تخصصی: ارائه خدمات فنی مهندسی، استفاده از امکانات آزمایشگاهی و کارگاهی نظیر آزمایشگاه صنایع غذایی، بیوتکنولوژی، شیمی، مواد و سرامیک، برق و الکترونیک، مکانیک، کارگاه ماشین ابزار و پایلوت‌های تولید محدود.
- خدمات مالی و اعتباری: تسهیل امکان استفاده از اعتبارات خدماتی و تحقیقاتی، شناسایی منابع مالی و جذب سرمایه‌گذاران، تسهیل در جذب اعتبارات مصوب طرح‌ها و پروژه‌های تحقیقاتی.
- ثبت اختراعات: در پارک‌ها و شهرک‌های علمی و فناوری این امکان به سادگی فراهم است که حاصل ابداعات و نوآوری‌های پژوهشگران به نام خود آنان ثبت و حقوق آنان محفوظ بماند.

## معیارهای مکان‌یابی
محلی که برای احداث این پارک‌ها انتخاب می‌شود، باید دارای شرایط معینی باشد که مهم‌ترین آن‌ها از این قرارند:
- وجود ساختار علمی و فنی مناسب: ساختار علمی و فنی مناسب بیشتر به وجود دانشگاه‌ها و مراکز تحقیقاتی در منطقه بستگی دارد.
- وجود زیرساخت صنعتی و اقتصادی مناسب: تحقق این شرط تابع وجود شرکت‌ها و مؤسسات صاحب فناوری بالا یا شرکت‌های معمولی طالب فناوری بالا است.
- وجود سطح زندگی مناسب: تحقق این شرط منوط به وجود شبکه‌های حمل و نقل (نزدیکی به فرودگاه، مترو یا اتوبان)، شبکه‌های مخابراتی، فعالیت‌های فرهنگی و هنری و آموزشی است.
- وجود منابع لازم برای تأمین نیروی کار متخصص و پشتیبانی‌کننده، نزدیک بودن به بازارهای منطقه‌ای، ملی و حتی بین‌المللی.[۴]

## مبانی طراحی و برنامه‌ریزی کالبدی
رکن اساسی برای ساخت یک محیط مناسب داشتن یک فرایند طراحی درست است و بالطبع موانع و محدودیتهایی که در فرایند طراحی هر پروژه وجود دارد با توجه به مکان، زمان و خصوصیات هر پروژه متفاوت است. در فرایند طراحی پارکهای علم و فناوری همانند بسیاری از فضاهای انسان ساخت دیگر، ایده اولیه‌ای که در ذهن یک طراح ظاهر می‌شود بر اساس تکرار یک فرایند پیچیده بین مشکل و راه حل است، که این فرایند در همه بخش‌های طراحی تداوم دارد. عوامل مختلفی بر این فرایند در طول طراحی و برنامه‌ریزی کالبدی پارک علم و فناوری تأثیرگذار است که شناخت و بررسی این عوامل باعث طراحی و ساخت محیطی مناسب برای یک پارک خواهد شد. طراحی و برنامه‌ریزی کالبدی پارکهای علم و فناوری بر اساس موارد ذیل صورت می‌گیرد:
- موقعیت قرارگیری پارک علم و فناوری
- فضاها و ساختمان‌های مورد نیاز پارکهای علم و فناوری که بر اساس ۱) نوع، تعداد و نحوه مراجعه‌کنندگان، ۲) اهداف محیطی و کالبدی، ۳) فضاها و کاربریهای پارک علم و فناوری، ۴) ساختمان‌های پارک و ۵) بررسی میزان ارتباط میان فعالیت‌ها و فضاها تعیین می‌گردند.
- سیستم‌ها و زیرساختهای مورد نیاز پارک علم و فناوری شامل محل و نحوه انتقال تأسیسات زیربنایی و تجهیزات مرتبط با تأسیسات زیربنایی.
- معیارها و ضوابط طراحی و برنامه‌ریزی کالبدی که شامل موارد زیر می‌باشد:

– فرایند توسعه در طراحی پارک بر مبنای طراحی پایدار
– ساختار توسعه پارک در طرح جامع
– الگوهای پایه توسعه فضایی پارک
– استقلال فضایی و لبه در ساختار توسعه و طرح جامع
– امنیت در پارک علم و فناوری
– امکان مکاشفه در پارک علم و فناوری
– آرامش در پارک علم و فناوری
– آسایش در پارک علم و فناوری
– صمیمیت در پارک علم و فناوری
– انعطاف‌پذیری در پارک علم و فناوری
– نظام حرکتی و ارتباطات
– طراحی منظر

## پارک‌های پژوهشی
پارک پژوهشی یا تحقیقاتی به مجموعه‌ای گفته می‌شود که از طریق فراهم آوردن و ارائه زمین، تأسیسات زیربنایی، آزمایشگاه‌ها و کارگاه‌های پژوهشی متمرکز و تسهیلات قانونی، موجبات اجتماع واحدها، شرکت‌ها و مؤسسات تحقیقاتی را در یک فضای متمرکز فراهم می‌نماید. این مجموعه‌ها معمولاً در مجاورت قطبهای دانشگاهی یا قطبهای صنعتی و اقتصادی شکل می‌گیرند، و ضمن ایجاد فضای مناسب جهت انجام پژوهش‌های کاربردی و تجاری‌سازی نتایج آن، موجبات رشد تحقیقات را فراهم می‌سازند. هم‌افزایی ناشی از مجاورت فیزیکی این واحدها و کاهش هزینه‌های سرمایه‌گذاری اولیه و هزینه‌های جاری از مزایای این پارک‌ها است.
پارکهای پژوهشی از نظر نوع فعالیت به دو دسته زیر تقسیم می‌شوند:
- پارک‌های علمی که معمولاً توسط دانشگاه‌ها در فضایی مناسب در نزدیکی دانشگاه برپا می‌شود و همکاری متقابلی بین صاحبان صنایع مستقر در پارک و دانشگاه به وجود می‌آید.
- پارک فناوری که معمولاً در نزدیکی قطبهای صنعتی ایجاد می‌شوند و با هدف گسترش ارتباطات تحقیقاتی صنایع موجود در منطقه با واحدهای پژوهشی دانشگاه‌های منطقه شکل می‌گیرند.

تعریف دقیقی برای گونه‌های پارک‌های علم و فناوری وجود ندارد و معمولاً هر کشور یا مؤسسه بنا به نیازهای موجود، ویژگی‌ها، سیاست‌ها و نام پارک‌های دانش خود را تعیین می‌نماید. در عین حال می‌توان این پارک‌ها را به دو گروه اصلی تقسیم کرد:
طبق نظر وزارت علوم و تحقیقات، تمامی استان‌ها می‌بایست نسبت به تأسیس پارک فناوری مجهز اقدام کنند.